# Kryniczna
Kryniczna (biał. Крынічная, ros. Криничная) – wieś na Białorusi, w obwodzie grodzieńskim, w rejonie grodzieńskim, w sielsowiecie Hoża.
W dwudziestoleciu międzywojennym wieś leżała w Polsce, w województwie białostockim, w powiecie grodzieńskim, w gminie Hoża.
Według Powszechnego Spisu Ludności z 1921 roku wieś zamieszkiwało 36 osób, wszystkie były wyznania rzymskokatolickiego i zadeklarowały polską przynależność narodową. Było tu 5 budynków mieszkalnych.
Wieś należała do parafii świętych apostołów Piotra i Pawła w Hoży.
Wieś podlegała pod Sąd Grodzki i Okręgowy w Grodnie, najbliższy urząd pocztowy mieścił się w Hoży.